# Hà Tĩnh Stadium
Das Hà Tĩnh Stadium (vietnamesisch Sân vận động Hà Tĩnh) ist ein in der vietnamesischen Stadt Hà Tĩnh befindliches Mehrzweckstadion. Es wird als Heimspielstätte des Erstligisten Hồng Lĩnh Hà Tĩnh FC genutzt. Das Stadion hat ein Fassungsvermögen von 22.000 Personen.